# 国际航空运输协会机场代码

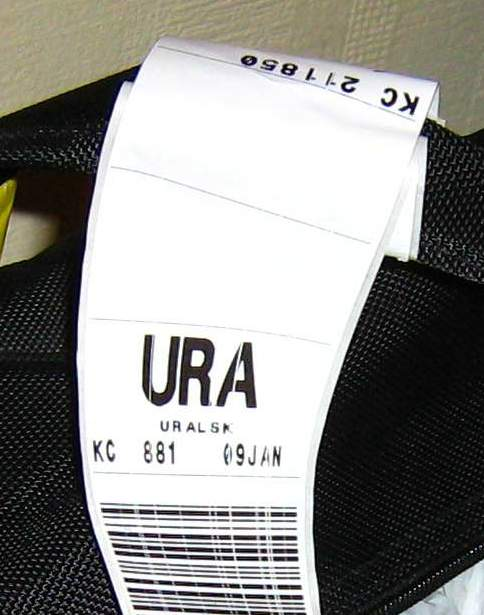
行李條上的IATA條碼收據

國際航空運輸協會機場代碼（IATA機場代碼）是一個由國際航空運輸協會規定、用於代表全世界大多數機場的代碼。它的编号规则为用3個字母組成。最常見在登機證及行李牌上。
這些代碼的分配由國際航空運輸協會第763號決議決定，並且由在蒙特利爾的國際航空運輸協會總部管理。這些代碼每半年一次出版在IATA的航空公司編碼目錄裡。但大多數國家的正式航空刊物裡都使用國際民航組織機場代碼而非国际航空运输协会机场代码。
國際航空運輸協會也為火車站和飛機場經營實體提供代碼。它亦有一份航空公司和鐵路線（例如美國國鐵、法國國家鐵路、德國鐵路）代碼共享協議的目錄和一份在美國和加拿大Amtrak車站使用的單獨站碼目錄。
以下为国际航空运输协会机场代码列表的索引：
国际航空运输协会机场代码：

## 參看
- 國際航空運輸協會航空公司代碼
- 國際民航組織機場代碼
- 国际民航组织航空公司代码
- 航空器註冊編號